# Aeroporto Internazionale di Indianapolis
L'aeroporto internazionale di Indianapolis è un aeroporto situato a 11 km a ovest - sud ovest dal centro di Indianapolis, negli Stati Uniti d'America.
È caratterizzato da una lunga pista di oltre 3,2 km di lunghezza e da un'altra parallela di 2,9 km. Perpendicolarmente ve n'è una terza più breve (2,2 km).
L'aeroporto è hub per la compagnia aerea di tipo cargo FedEx Express.
Ad Indianapolis è presente inoltre un altro aeroporto, però regionale (Aeroporto regionale di Indianapolis)